# Wilhelm Schönfelder
Wilhelm Heinrich Schönfelder (* 12. November 1940 in Marburg) ist ein ehemaliger Lobbyist für Siemens bei der EU und zuvor einer der ranghöchsten deutschen Diplomaten.

## Leben
Nach dem Abitur nahm er 1962 ein Studium der Volkswirtschaftslehre auf und wurde parallel zur Referendarausbildung zum Studienassessor 1970 über mittelalterliche Stadtgeschichte promoviert.
1971 trat er in den Auswärtigen Dienst ein und war in Paris, Kabul und Washington tätig. 1985 wurde er Stellvertretender Leiter des USA-Referats im Auswärtigen Amt, von 1986 bis 1991 war Schönfelder Referatsleiter für deutsche, europäische und internationale Währungs- und Finanzfragen.
Seit 1992 war er als Unterabteilungsleiter für West/Ost-Wirtschaftsbeziehungen, Außenwirtschaftsförderung und Exportkontrollfragen, seit 1993 für die Europaabteilung, deren Abteilungsleiter er 1994 wurde, zuständig.
Im September 1999 wurde er, als Nachfolger von Dietrich von Kyaw, zum Ständigen Vertreter der Bundesrepublik Deutschland bei der Europäischen Union in Brüssel ernannt. Seine Tätigkeit wurde über den Pensionseintritt hinaus verlängert, um die Kontinuität zu wahren, und endete am 30. Juni 2007 mit dem Ende der deutschen EU-Ratspräsidentschaft 2007.
Von 2007 bis 2010 war er Leiter der Siemens-Vertretung bei der EU in Brüssel.

## Auszeichnungen
- 1996: Großes Goldenes Ehrenzeichen für Verdienste um die Republik Österreich[1]
- 2001: Bundesverdienstkreuz 1. Klasse
- 2008: Großes Bundesverdienstkreuz